# カムイノミ
カムイノミとは、「神に祈る」という意味で、生活の上で必要な様々な事柄を神格であるカムイに祈る儀式である。また、アイヌが、カムイを天界に帰す儀式の事も指す。
例えば、狩りの獲物に対して、肉と毛皮を土産に持って人間界へ来てくれたカムイに感謝し、神の国へ送り帰す。熊送りの儀式「イヨマンテ」などもカムイノミの一種である。また、新年の儀式として「アシリパノミ」がある。